# Hartwig (Mondkrater)
Hartwig ist ein Einschlagkrater am westlichsten Rand der Mondvorderseite, unmittelbar östlich des Kraters Schlüter.
Der Krater ist sehr stark erodiert, der Kraterwall vor allem im Südosten fast ganz verschwunden.
| Buchstabe | Position          | Durchmesser | Link |
| --------- | ----------------- | ----------- | ---- |
| A         | 5,77° S, 79,82° W | 10 km       |      |
| B         | 8,45° S, 77,52° W | 10 km       |      |

Der Krater wurde 1964 von der IAU nach dem deutschen Astronomen Ernst Hartwig offiziell benannt.